# 2022年アゼルバイジャングランプリ
2022年アゼルバイジャングランプリ（英:  2022 Azerbaijan Grand Prix）は、2022年のF1世界選手権の第8戦として、2022年6月12日にバクー市街地コースにて開催。
正式名称は「Formula 1 Azerbaijan Grand Prix 2022」。

## 背景
タイヤ
本レースでピレリが持ち込むドライ用タイヤのコンパウンドはハード（白）：C3、ミディアム（黄）：C4、ソフト（赤）：C5のソフト寄りの組み合わせ。提供されるセット数はハード2、ミディアム3、ソフト8。
| ドライ用   | ドライ用       | ドライ用   | ウェット用           | ウェット用   |
| C3         | C4             | C5         | インターミディエイト | フルウェット |
| ---------- | -------------- | ---------- | -------------------- | ------------ |
| （ハード） | （ミディアム） | （ソフト） | （小雨用）           | （大雨用）   |
DRS：2箇所※（　）内は検知ポイント
- DRS1：ターン2より54m先から（ターン2より手前のSC2）
- DRS1：ターン20より347m先から（ターン20）

その他
- アルファロメオは新型SUV「トナーレ」の発売を記念し、トリコーレを施した特別カラーのC42を走らせた。

## エントリーリスト
前戦から変更なし。

## フリー走行
FP1
2022年6月10日 15:00 AZT(UTC+4)
トップはセルジオ・ペレス。VSCが2度導入されたがいずれもマシントラブルに起因するもので、多少のバリアとの接触やコースオフする場面は見られたがセッション自体はスムーズに進んだ。
FP2
2022年6月10日 18:00 AZT(UTC+4)
トップはシャルル・ルクレール。このセッションもコースオフによる黄旗が度々振られたが、セッションが中断することはなかった。アレクサンダー・アルボンはターン17の内側の壁にヒットし走行は13周に留まった。
FP3
2022年6月11日 15:00 AZT(UTC+4)（15分遅れで開始）
トップはセルジオ・ペレス。直前に行われたF2で発生したクラッシュによるバリア修復のために、セッション開始が15分遅れた。

## 予選
2022年6月11日 18:00 AZT(UTC+4)（15分遅れで開始）（文章の出典）
ポールはシャルル・ルクレールでシーズン6度目、通算15回目の獲得。2,3番手にレッドブル勢が続いた。Q1は残り4分でランス・ストロールがクラッシュ、この週末初めての赤旗が振られた。Q2ではセバスチャン・ベッテルがフロントからバリアに突っ込んだがダメージは無く、Q3に進出した。Q3では1度目の計測ラップを終えて、サインツ・ルクレール・ペレス・フェルスタッペンの順となった。2回目の計測でルクレールとレッドブル勢は更新に成功したが、セクター1でミスをしたサインツは4番手となった。

### 予選結果
| 順位                | No. | ドライバー                 | コンストラクター                        | Q1       | Q2       | Q3       | Grid |
| ------------------- | --- | -------------------------- | --------------------------------------- | -------- | -------- | -------- | ---- |
| 1                   | 16  | シャルル・ルクレール       | フェラーリ                              | 1:42.865 | 1:42.046 | 1:41.359 | 1    |
| 2                   | 11  | セルジオ・ペレス           | レッドブル-RBPT                         | 1:42.733 | 1:41.955 | 1:41.641 | 2    |
| 3                   | 1   | マックス・フェルスタッペン | レッドブル-RBPT                         | 1:42.722 | 1:42.227 | 1:41.706 | 3    |
| 4                   | 55  | カルロス・サインツ         | フェラーリ                              | 1:42.957 | 1:42.088 | 1:41.814 | 4    |
| 5                   | 63  | ジョージ・ラッセル         | メルセデス                              | 1:43.754 | 1:43.281 | 1:42.712 | 5    |
| 6                   | 10  | ピエール・ガスリー         | アルファタウリ-RBPT                     | 1:43.268 | 1:43.129 | 1:42.845 | 6    |
| 7                   | 44  | ルイス・ハミルトン         | メルセデス                              | 1:43.939 | 1:43.182 | 1:42.924 | 7    |
| 8                   | 22  | 角田裕毅                   | アルファタウリ-RBPT                     | 1:43.595 | 1:43.376 | 1:43.056 | 8    |
| 9                   | 5   | セバスチャン・ベッテル     | アストンマーティン・アラムコ-メルセデス | 1:43.279 | 1:43.268 | 1:43.091 | 9    |
| 10                  | 14  | フェルナンド・アロンソ     | アルピーヌ-ルノー                       | 1:44.083 | 1:43.360 | 1:43.173 | 10   |
| 11                  | 4   | ランド・ノリス             | マクラーレン-メルセデス                 | 1:44.237 | 1:43.398 |          | 11   |
| 12                  | 3   | ダニエル・リカルド         | マクラーレン-メルセデス                 | 1:43.437 | 1:43.574 |          | 12   |
| 13                  | 31  | エステバン・オコン         | アルピーヌ-ルノー                       | 1:43.903 | 1:43.585 |          | 13   |
| 14                  | 24  | 周冠宇                     | アルファロメオ-フェラーリ               | 1:43.777 | 1:43.790 |          | 14   |
| 15                  | 77  | バルテリ・ボッタス         | アルファロメオ-フェラーリ               | 1:44.478 | 1:44.444 |          | 15   |
| 16                  | 20  | ケビン・マグヌッセン       | ハース-フェラーリ                       | 1:44.643 |          |          | 16   |
| 17                  | 23  | アレクサンダー・アルボン   | ウィリアムズ-メルセデス                 | 1:44.719 |          |          | 17   |
| 18                  | 6   | ニコラス・ラティフィ       | ウィリアムズ-メルセデス                 | 1:45.367 |          |          | 18   |
| 19                  | 18  | ランス・ストロール         | アストンマーティン・アラムコ-メルセデス | 1:45.371 |          |          | 19   |
| 20                  | 47  | ミック・シューマッハ       | ハース-フェラーリ                       | 1:45.775 |          |          | 20   |
| 107% time: 1:49.912 |     |                            |                                         |          |          |          |      |
| ソース:             |     |                            |                                         |          |          |          |      |

## 決勝
2022年6月12日 15:00 AZT(UTC+4)（文章の出典）
優勝はマックス・フェルスタッペン。2位にセルジオ・ペレス、3位にジョージ・ラッセルが続いた。
スタートの蹴り出しが良かったペレスがルクレールを交わしてトップに立つ。9周目にはサインツがトラブルによりターン4でストップ、マシン回収の為にVSCが導入され、レッドブル勢と一部を除く大半がハードタイヤへ交換した。15周目にはペースの上がらないペレスをフェルスタッペンが交わしてトップに立った。その後、レッドブル勢は相次いでピットイン。この時点で既にハードタイヤへ交換していたルクレールがトップに立った直後、20周目にPUのトラブルによりシーズン2度目のリタイアを喫する。その後、周冠宇やケビン・マグヌッセンなどフェラーリPUを搭載するマシンにトラブルが相次いだ。また、37周目にはポイント圏内を走行していた角田裕毅のリアウイングのフラップが破損、オレンジサークルフラッグが振られピットインを余儀なくされた。リアウイングの修繕に成功しレースへ復帰し完走したものの、このタイムロスにより入賞圏外での完走（13位）となった。レースは、20周目以降1-2体制を築いたレッドブル勢がそのままゴールし、2戦ぶりに1-2フィニッシュを飾った。

### レース結果
| 順位    | No. | ドライバー                 | コンストラクター                        | 周回数 | タイム/リタイア原因 | Grid | Pts. |
| ------- | --- | -------------------------- | --------------------------------------- | ------ | ------------------- | ---- | ---- |
| 1       | 1   | マックス・フェルスタッペン | レッドブル-RBPT                         | 51     | 1:34:05.941         | 3    | 25   |
| 2       | 11  | セルジオ・ペレス           | レッドブル-RBPT                         | 51     | +20.823             | 2    | 19FL |
| 3       | 63  | ジョージ・ラッセル         | メルセデス                              | 51     | +45.995             | 5    | 15   |
| 4       | 44  | ルイス・ハミルトン         | メルセデス                              | 51     | +71.679             | 7    | 12   |
| 5       | 10  | ピエール・ガスリー         | アルファタウリ-RBPT                     | 51     | +77.299             | 6    | 10   |
| 6       | 5   | セバスチャン・ベッテル     | アストンマーティン・アラムコ-メルセデス | 51     | +84.099             | 9    | 8    |
| 7       | 14  | フェルナンド・アロンソ     | アルピーヌ-ルノー                       | 51     | +88.596             | 10   | 6    |
| 8       | 3   | ダニエル・リカルド         | マクラーレン-メルセデス                 | 51     | +92.207             | 12   | 4    |
| 9       | 4   | ランド・ノリス             | マクラーレン-メルセデス                 | 51     | +92.556             | 5    | 2    |
| 10      | 31  | エステバン・オコン         | アルピーヌ-ルノー                       | 51     | +108.184            | 13   | 1    |
| 11      | 77  | バルテリ・ボッタス         | アルファロメオ-フェラーリ               | 50     | +1 Lap              | 15   |      |
| 12      | 23  | アレクサンダー・アルボン   | ウィリアムズ-メルセデス                 | 50     | +1 Lap              | 17   |      |
| 13      | 22  | 角田裕毅                   | アルファタウリ-RBPT                     | 50     | +1 Lap              | 8    |      |
| 14      | 47  | ミック・シューマッハ       | ハース-フェラーリ                       | 50     | +1 Lap              | 20   |      |
| 15      | 6   | ニコラス・ラティフィ       | ウィリアムズ-メルセデス                 | 50     | +1 Lap1             | 18   |      |
| 16      | 18  | ランス・ストロール         | アストンマーティン・アラムコ-メルセデス | 46     | DNF2                | 19   |      |
| Ret     | 20  | ケビン・マグヌッセン       | ハース-フェラーリ                       | 31     | DNF                 | 16   |      |
| Ret     | 24  | 周冠宇                     | アルファロメオ-フェラーリ               | 23     | DNF                 | 14   |      |
| Ret     | 16  | シャルル・ルクレール       | フェラーリ                              | 21     | DNF                 | 1    |      |
| Ret     | 55  | カルロス・サインツ         | フェラーリ                              | 8      | DNF                 | 4    |      |
| ソース: |     |                            |                                         |        |                     |      |      |

追記
- ^FL - ファステストラップの1点を含む
- ^1 - ラティフィは青旗無視による5秒のタイムペナルティ[15]。
- ^2 - DNFだがレース距離の90%以上を走行したため規定により完走扱い

## 第8戦終了時点のランキング

### ワールド・チャンピオンシップ
|         | 順位 | ドライバー                 | ポイント | 1位との差 |
| ------- | ---- | -------------------------- | -------- | --------- |
|         | 1    | マックス・フェルスタッペン | 150      |           |
| 1       | 2    | セルジオ・ペレス           | 129      | -21       |
| 1       | 3    | シャルル・ルクレール       | 116      | -34       |
|         | 4    | ジョージ・ラッセル         | 99       | -51       |
|         | 5    | カルロス・サインツ         | 83       | -67       |
| ソース: |      |                            |          |           |

|         | 順位 | コンストラクター        | ポイント | 1位との差 |
| ------- | ---- | ----------------------- | -------- | --------- |
|         | 1    | レッドブル-RBPT         | 279      |           |
|         | 2    | フェラーリ              | 199      | -80       |
|         | 3    | メルセデス              | 161      | -118      |
|         | 4    | マクラーレン-メルセデス | 65       | -214      |
| 1       | 5    | アルピーヌ-ルノー       | 47       | -232      |
| ソース: |      |                         |          |           |

- 注：いずれもトップ5まで掲載。

### DHLファステストラップアワード
|         | 順位 | ドライバー                 | 獲得数 |
| ------- | ---- | -------------------------- | ------ |
|         | 1    | シャルル・ルクレール       | 3      |
|         | 2    | マックス・フェルスタッペン | 2      |
|         | 3    | セルジオ・ペレス           | 2      |
|         | 4    | ランド・ノリス             | 1      |
| ソース: |      |                            |        |

- 注：いずれもトップ5まで掲載。
- 注：ファストテストラップアワードは同数の場合、カウントバック方式がとられている。